# Музей Феллини

Музей Феллини — тематическое музейное пространство, посвященное выдающейся личности итальянской культуры, режиссеру и сценаристу Федерико Феллини, расположенное в его родном городе — Римини, Италия.

## Описание[1][2]
Музей Феллини находится в трех местах: Кастел Сисмондо (итал. Castel Sismondo), Палаццо дел Фулгор (итал. Palazzo del Fulgor) и Пьяцца Малатеста (итал. Piazza Malatesta). Эти три места соединены в единый культурный центр.
Музей Феллини не ставит своей целью просто интерпретировать кино режиссера, а стремится раскрыть культурное наследие Феллини через объединение нескольких мест в центре города в концептуальный и пространственный уникум. Музей дает посетителям возможность стать главным героем иммерсивного опыта, в котором сочетаются внутренние и внешние пространства в диалоге между инновациями и традициями.

## Галерея

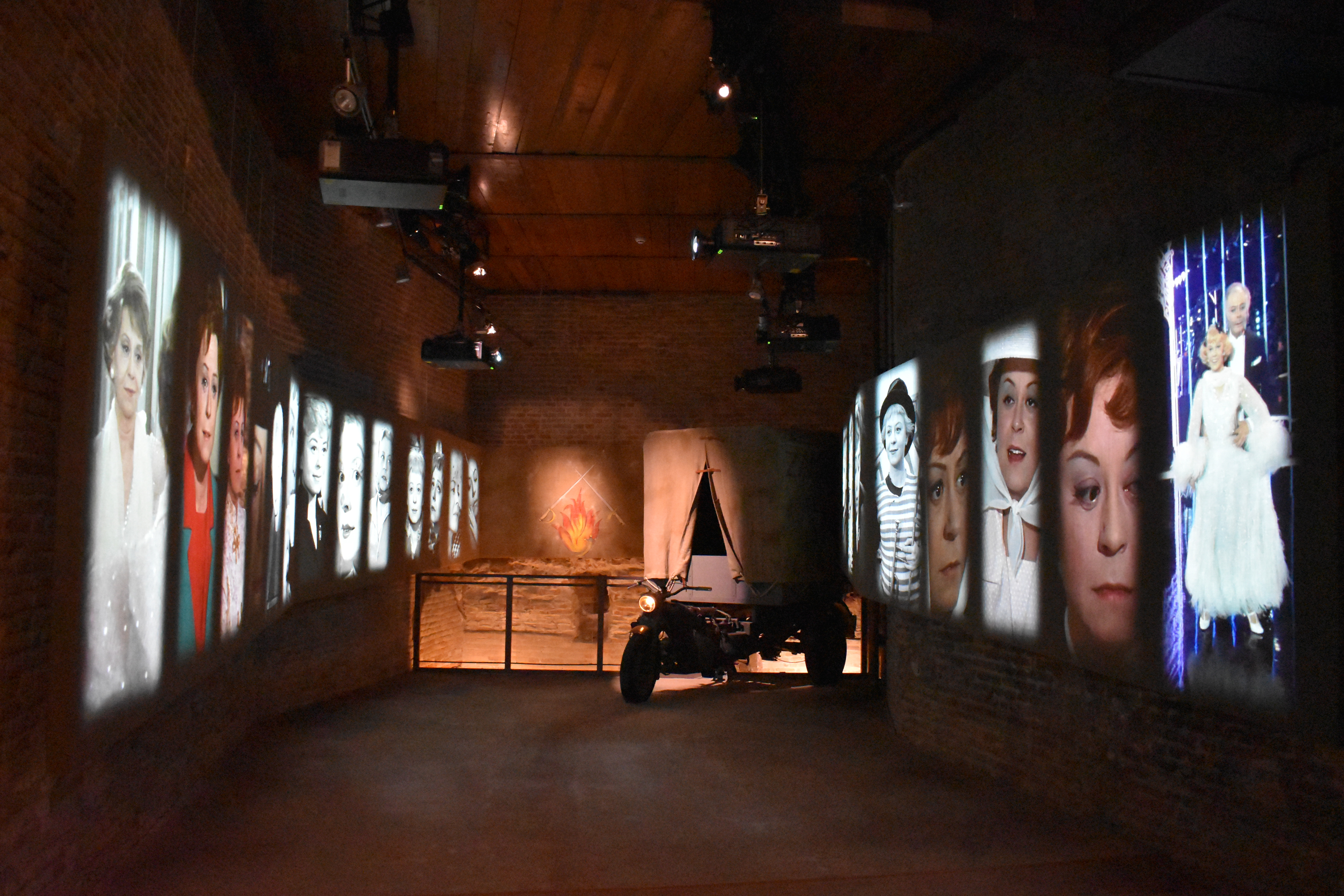
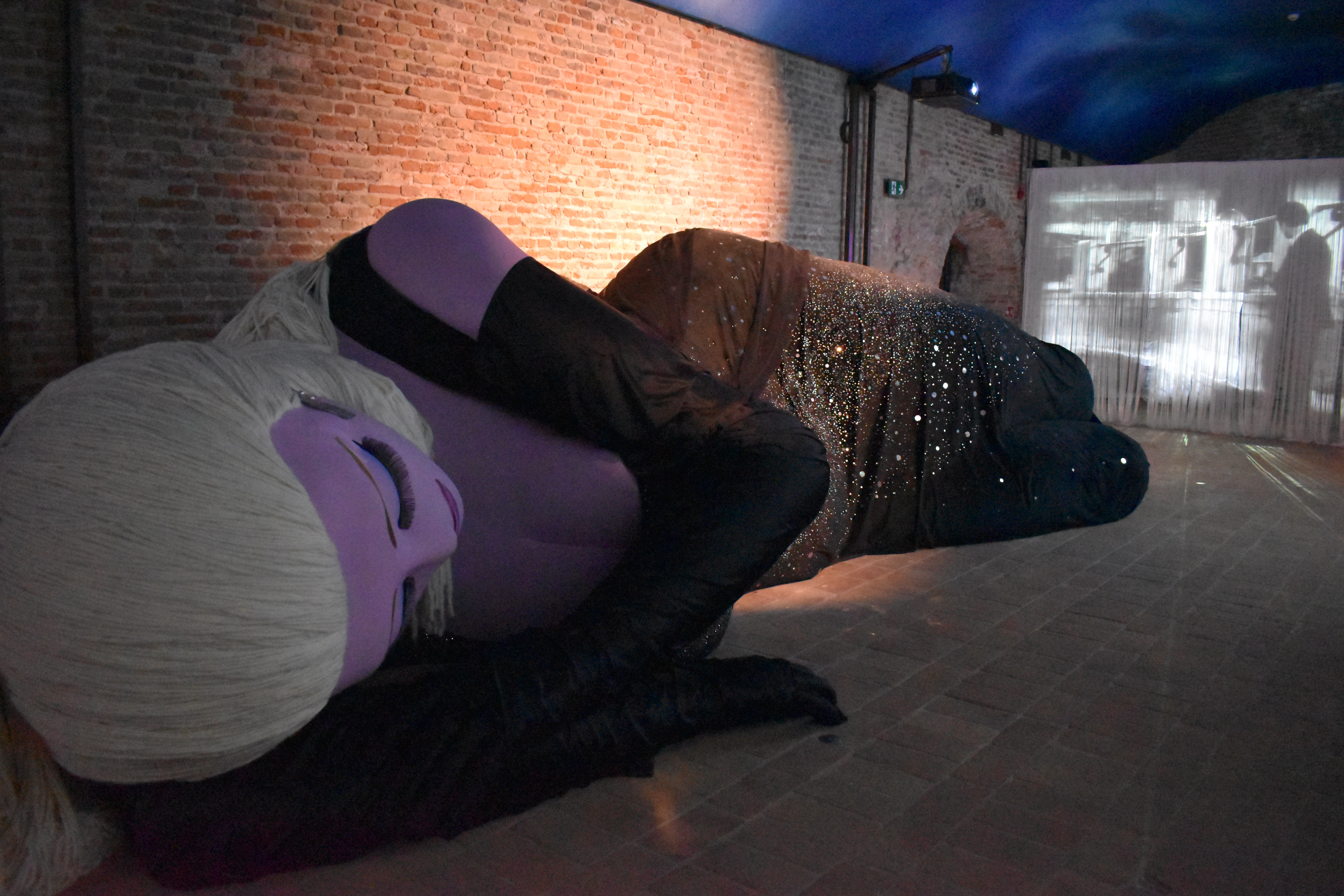
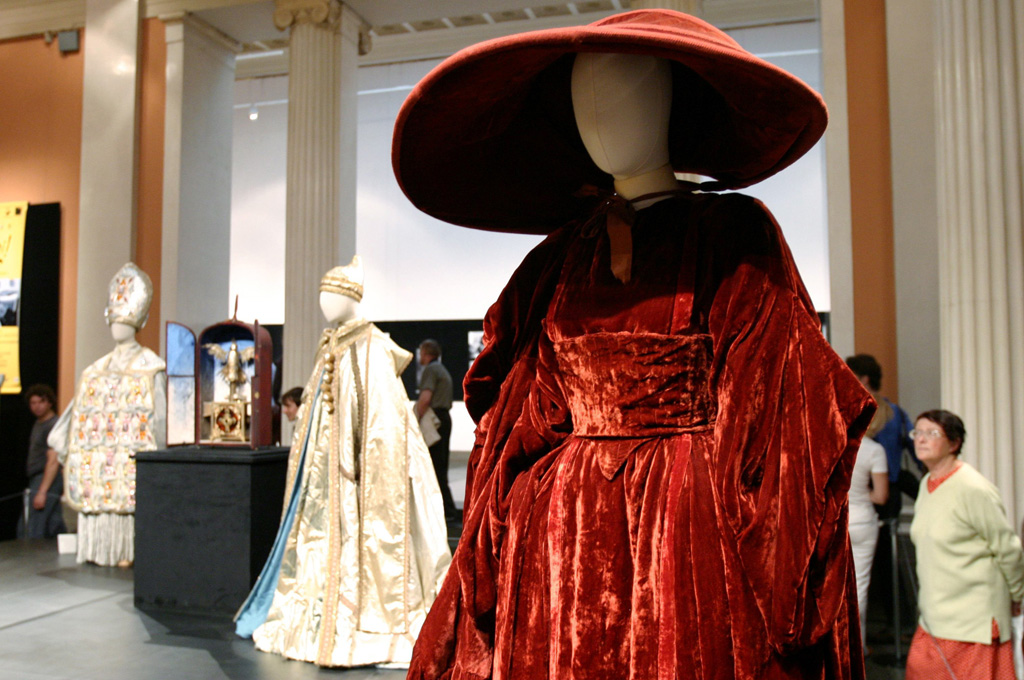
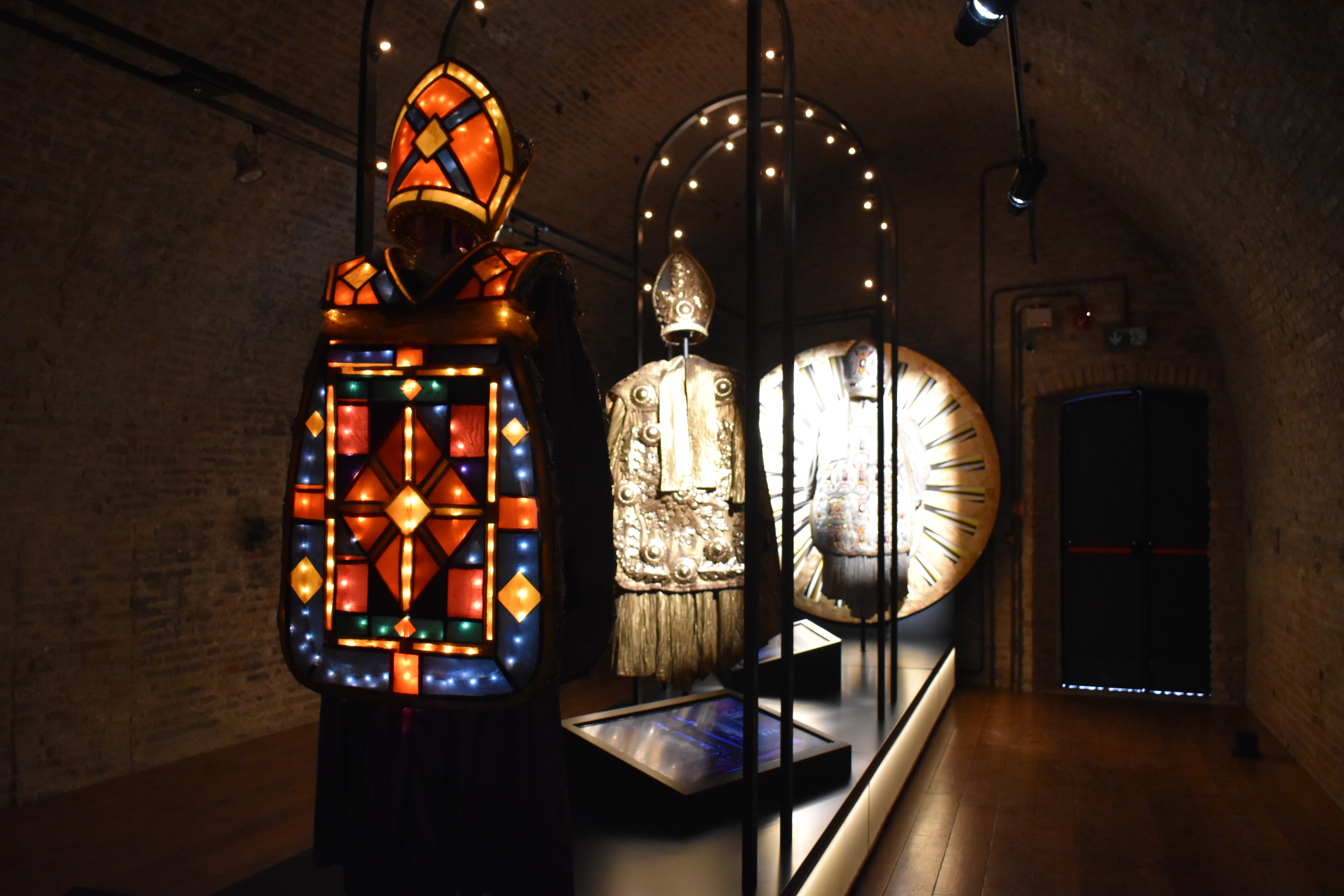
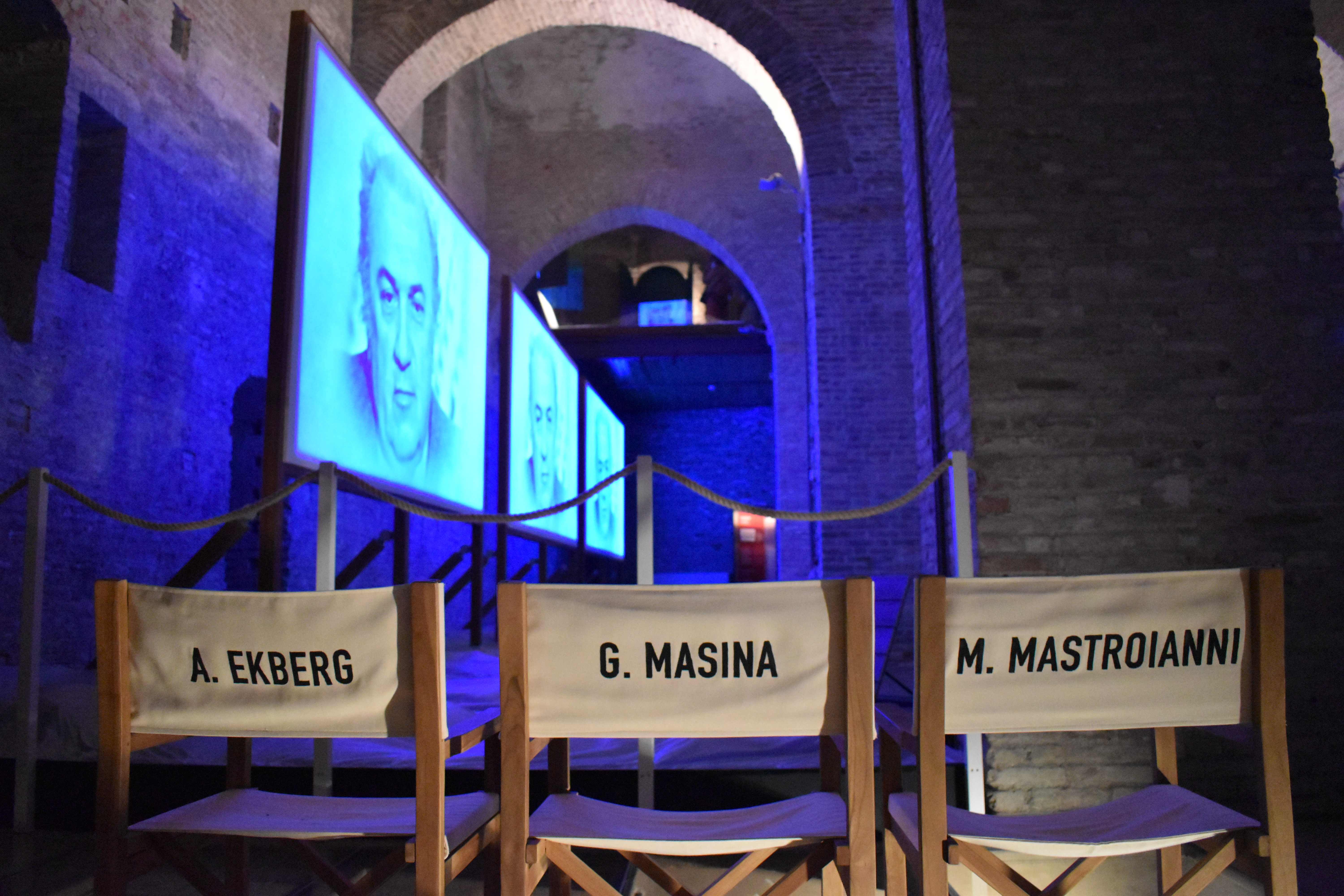